# Меліда
Меліда (ісп. Mélida) — муніципалітет в Іспанії, у складі автономної спільноти Наварра. Населення — 780 осіб (2009).
Муніципалітет розташований на відстані близько 280 км на північний схід від Мадрида, 50 км на південь від Памплони.

## Демографія
Динаміка населення (INE ):

## Галерея зображень

Розташування муніципалітету